# Ліхтенштейн на зимових Олімпійських іграх 1948
Ліхтенштейн брав участь у Зимових Олімпійських іграх 1948 року в Санкт-Моріці (Швейцарія), але не завоював жодної медалі. Князівство представляли 10 спортсменів у 2-х видах спорту: гірськолижному спорті та північних дисциплінах (лижні перегони).

### Гірськолижний спорт
Чоловіки
| Спортсмен           | Змагання         | Результат | Позиція |
| ------------------- | ---------------- | --------- | ------- |
| Франц Бек           | Швидкісний спуск | 3:38,3    | 55      |
| Макс Гасснер        | Швидкісний спуск | 3:53,0    | 73      |
| Леопольд Шедлер     | Швидкісний спуск | 4:00,0    | 79      |
| Теодор Зеле         | Швидкісний спуск | 4:24,1    | 90      |
| Костянтин фон Падуа | Швидкісний спуск | 5:04,1    | 99      |

| Спортсмен       | Змагання                | Швидкісний спуск | Швидкісний спуск | Швидкісний спуск | Слалом    | Слалом    | Слалом    | Слалом    | Слалом   | Слалом   | Слалом   | Підсумок | Підсумок |
| Спортсмен       | Змагання                | Швидкісний спуск | Швидкісний спуск | Швидкісний спуск | 1-а гонка | 1-а гонка | 2-а гонка | 2-а гонка | Підсумок | Підсумок | Підсумок | Підсумок | Підсумок |
| Спортсмен       | Змагання                | Час              | Очки             | Місце            | Час       | Місце     | Час       | Місце     | Час      | Очки     | Місце    | Очки     | Позиція  |
| --------------- | ----------------------- | ---------------- | ---------------- | ---------------- | --------- | --------- | --------- | --------- | -------- | -------- | -------- | -------- | -------- |
| Франц Бек       | Гірськолижна комбінація | 3:38,3           | 24,06            | 40               | 1:46,2    | 58        | 1:23,8    | 48        | 3:10,0   | 24,31    | 53       | 48,37    | 47       |
| Макс Гасснер    | Гірськолижна комбінація | 3:53,0           | 32,00            | 55               | 2:09,0    | 64        | 1:46,9    | 67        | 3:55,9   | 44,56    | 65       | 76,56    | 62       |
| Леопольд Шедлер | Гірськолижна комбінація | 4:00,0           | 35,86            | 60               | 1:40,0    | 46        | 1:17,1    | 32        | 2:57,1   | 18,62    | 41       | 54,48    | 50       |
| Теодор Зеле     | Гірськолижна комбінація | 4:24,1           | 49,22            | 69               | 1:37,5    | 42        | 1:30,8    | 60        | 3:08,3   | 23,56    | 51       | 72,78    | 58       |

### Лижні перегони
| Спортсмен                                            | Змагання           | Результат | Позиція |
| ---------------------------------------------------- | ------------------ | --------- | ------- |
| Ервін Єле                                            | 18 км              | 1:49:26   | 83      |
| Ігон Матт                                            | 18 км              | 1:48:41   | 82      |
| Крістоф Фроммельт                                    | 18 км              | 1:42:35   | 79      |
| Крістоф Фроммельт Артур Майер Ксав'єр Фрік Ігон Матт | 4 × 10 км естафета | 3:35:39   | 11      |